# Хун Сен
Хун Сен (кхмер. ហ៊ុន សែន МФА: [hɔn saen]) — політичний діяч держави Королівство Камбоджа, прем'єр-міністр Камбоджі (1998—2023).
Голова правлячої Народної партії Камбоджі. 
Командир Червоних кхмерів у період громадянської війни. 
Порвав з полпотовським режимом, переорієнтувався на В'єтнам , з цих позицій брав активну участь у кампучійському конфлікті 1980-х років. 
Обймав найвищі урядові посади в НРК та Державі Камбоджа. 
Зберіг керівництво урядом і після відновлення монархії. 
Встановив власне авторитарне єдиновладдя внаслідок фактичного державного перевороту. 
Станом на 22 серпня 2023 року правління Хун Сена було другим за тривалістю в сучасній Азії та одним із найтриваліших у світі.
26 липня 2023 року Хун Сен заявив, що має намір передати посаду голови уряду своєму старшому синові Хун Манету. 
22 серпня 2023 Хун Манет був затверджений на посаді прем'єр-міністра. 
Того ж дня король Камбоджі Нородом Сіамоні призначив Хун Сена головою королівської ради.

## Ранні роки
Народився 4 квітня 1951 (офіційно, 5 серпня 1952 — неофіційно) у провінції Кампонгтям в родині багатих землевласників китайського походження. 
При народженні отримав ім'я Хун Бунал, яке найчастіше вимовлялося Хун Нал. 
Хун Неанг, батько Хун Сена, був авторитетним проповідником буддизму 
. 
Проте матеріальне становище родини було підірвано викупом, який довелося заплатити викрадачам Ді Йон – матері Хун Сена.
Початкову школу Хун Нал закінчив у рідному селі. 
У 13-річному віці Хун Нал вступив до Пномпенської буддистської школи. 
Вимушений був перервати навчання після арешту викладача з політичних мотивів. 
Працював у провінції Мемот на каучуковій плантації. 
Займався профспілковою діяльністю 
.
З дитинства відрізнявся завзятістю та честолюбством. 
На питання про вибір життєвого шляху відповідав, що хоче стати королем 
.

## Командир «Червоних кхмерів»
У 1970 році в Камбоджі стався державний переворот. 
Був відсторонений від влади принц Нородом Сіанук, встановилася Кхмерська Республіка на чолі з генералом Лон Нолом. 
Хун Нал негативно сприйняв ці зміни і приєднався до руху Червоних кхмерів. 
Згодом він стверджував, що зробив це не з комуністичних, а з монархічних переконань — громадянську війну "Червоних кхмерів" проти республіканського уряду Лон Нола він вважав рухом на підтримку принца Сіанука 
.
Саме в лавах "Червоних кхмерів" Хун Нал прийняв підпільний псевдонім Хун Сен, який став його особистим ім'ям. 
Службу в Революційній армії Кампучії Хун Сен розпочинав кур'єром. 
До 1974 дослужився до командира батальйону. 
Брав участь у боях, втратив ліве ока через кульове поранення. 
Це сталося 16 квітня 1975 — за день до вступу «Червоних кхмерів» до Пномпеня і встановлення терористичної диктатури Пол Пота
.
У 1976 році, при режимі Демократичної Кампучії, 25-річний Хун Сен був призначений командиром бригади в Східній військовій зоні. 
Свідчень про безпосередню участь Хун Сена в полпотовському геноциді немає 
, 
проте як військовий функціонер він сприяв організації примусової праці на контрольованих територіях 
.
З 1977 року полпотовська верхівка розпочала чищення партійно-державного апарату та військового командування. 
Функціонери прикордонної з В'єтнамом "Східної зони" опинилися під особливою підозрою. 
Не чекаючи на репресії, Хун Сен утік до В'єтнаму.

## В уряді НРК
Декілька місяців Хун Сен провів у в'єтнамській в'язниці. 
Після перевірки лояльності його було звільнено і включено до групи перебіжчиків, яка сформувала під в'єтнамським контролем Єдиний фронт національного порятунку Кампучії (ЄФНСК). 
Був у складі керівництва ЄФНСК та одним з найближчих соратників Хенг Самріна та Чеа Сіма.
22 грудня 1978 року розпочалася масована в'єтнамська інтервенція в Кампучію. 
7 січня 1979 року в'єтнамські війська увійшли до Пномпеня. Під в'єтнамським контролем було проголошено Народну Республіку Кампучія (НРК). 
Урядові функції прийняв Народно-революційний комітет з 1981 року Державна рада НРК під головуванням Хенг Самріна. 
Полпотівські війська відступили у важкодоступні райони і розпочали партизанську війну.
З 7 січня 1979 року Хун Сен обійняв посаду міністра закордонних справ. 
На цій посаді перед ним стояло завдання забезпечити міжнародне визнання НРК. 
Однак офіційні зв'язки з НРК встановили 
лише тридцять три держави соціалістичного табору та соціалістичної орієнтації. Більшість країн світу та ООН визнавали не уряд НРК (як прийшов до влади внаслідок іноземної інтервенції), а об'єднану опозицію — Коаліційний уряд Демократичної Кампучії.
У внутрішній політиці Хун Сен повністю підтримував курс Хенг Самріна на «соціалістичні перетворення» за однопартійного режиму. 
У 1985 Хун Сен як найближчий соратник Хенг Самріна був призначений прем'єр-міністром НРК. 
З цього часу він почав поступово відтісняти свого покровителя, концентруючи в руках реальну владу, встановлюючи контроль над адміністративними і силовими структурами.

## У перехідний період
Наполегливий озброєний опір опозиції 

(полпотовців, демократів, монархістів), зміни загальносвітової обстановки змусили правлячий режим НРК піти на політичні поступки. 
З 1 травня 1989 року ініційовані Хун Сеном конституційні зміни перетворили НРК на формально деідеологізовану Державу Камбоджа.
У Парижі розпочалися переговори про політичне врегулювання, в яких Хун Сен грав одну з ключових ролей. 
23 жовтня 1991 року було укладено Паризькі угоди, що формально завершили багаторічну війну.
Розуміючи неминучість поступок та реставрації монархії, Хун Сен зробив низку жестів лояльності щодо Нородома Сіанука, монархічних та буддистських традицій. 
Значною мірою під його впливом правляча Народно-революційна партія Кампучії відмовилася від марксистсько-ленінської ідеології, проголосила прихильність до принципів парламентської демократії, економічного лібералізму та приватної власності, перейменувалася на Народну партію Камбоджі 
.
Хун Сен зберіг посаду прем'єр-міністра у Державі Камбоджа після виведення в'єтнамських військ. 
17 жовтня 1991 року Хенг Самрін залишив посаду генерального секретаря правлячої партії, а 6 квітня 1992 року — голови Держради. 
Формально наступником Хенг Самріна став Чеа Сім, але реально партійно-державне керівництво зосередилося у руках Хун Сена.

## Встановлення єдиновладдя
У 1993 році в Камбоджі було відновлено монархію, на трон повернувся король Сіанук. 
На багатопартійних виборах найбільшу кількість голосів здобула монархічна партія ФУНСІНПЕК, Народна партія Камбоджі (НПК), несподівано для свого керівництва, посіла друге місце.

Я ніколи не сумнівався, що на виборах переможуть монархісти. Так само як і в тому, що за будь-яких підсумків виборів влада збереже Хун Сен.

Гаффар Пеанг-Мет

В результаті складного компромісу між ФУНСІНПЕК і НПК за посередництвом короля було введено — на вимогу Хун Сена — інститут подвійного прем'єрства. Першим прем'єр-міністром став син Сіанука принц Нородом Ранаріт, другим прем'єр-міністром — Хун Сен. 
Відносини між ними були складними та ворожими 
. 
Обидва прем'єри звинувачували один одного в узурпаторстві, некомпетентності, таємній змові з полпотівцями. 
Ранарит мав заступництво короля і підтримку виборців, але Хун Сен спирався на контрольований держапарат.
Кінець двовладдя поклало збройне зіткнення липня 1997 року. 
Спираючись на особисто відданих йому силовиків, перш за все свого головного охоронця та майбутнього свата Хок Лунді, Хун Сен фактично здійснив державний переворот. 
Нородом Ранарит був усунений від влади, партія ФУНСІНПЕК розгромлена 
. 
Король Сіанук змушений був примиритися із встановленням авторитарного єдиновладдя Хун Сена. Відносини між монархом і главою уряду не змінилися після зречення Сіанука і проголошення королем Нородома Сіамоні у 2004 році.
У 1998, 2003, 2008 роках НПК на чолі з Хун Сеном здобула перемоги на виборах до Національної асамблеї. 
Формально уряди створювалися на основі коаліції НПК із ФУНСІНПЕК, реально політику визначала партія Хун Сена. 
У 2004 році Хун Сен переміг у політичному конфлікті зі своїм останнім впливовим суперником Чеа Сімом (формальним головою держави в короткий період «міжцарства») і звів його функції до суто церемоніальних 
. 
Після смерті Чеа Сіма у 2015 році Хун Сен офіційно очолив Народну партію Камбоджі.
На виборах 2013 року великого успіху досягла опозиційна Партія національного порятунку Камбоджі на чолі з Сам Рейнгсі. Опозиція не визнала оголошених підсумків і організувала масові протести
, 
до яких приєдналися пномпенські робітники 
. 
Вуличні антиурядові виступи були жорстко придушені 
. 
Врегулювати ситуацію вдалося особистими переговорами Хун Сена із Сам Рейнгсі 
.

## Прем'єрське правління
Станом на 22 серпня 2023 року Хун Сен очолював уряд Камбоджі (Народної Республіки Кампучії, Держави Камбоджа, Королівства Камбоджа) понад 38 років. Його правління було найтривалішим в історії Камбоджі, і в сучасній Азії (після султана Брунея Хассанала Болкіаха та іранського аятоли Хаменеї). 
З 11 листопада 2020, після смерті прем'єр-міністра Бахрейну Халіфи ібн Салман аль-Халіфи, і до 22 серпня 2023 прем'єрське правління Хун Сена було найтривалішим у світі 
..
З 1998-1999 років, після ліквідації двовладдя та остаточного розгрому «Червоних кхмерів», політична обстановка в Камбоджі загалом стабілізувалася. Після десятиліть війни та геноциду це вважалося досягненням, яке ставилося в заслугу Хун Сену. 
На той же період припало економічне зростання, розвиток інфраструктури 
.. 
Негативні ж ситуації ставилися в провину чиновникам нижчих рангів 
.
У той же час режим Хун Сена часто розглядався як авторитарний і корумпований 
, 
що регулярно порушував права людини і успадкував найгірші риси НРК та в'єтнамської окупації 
.. 
Ніколи не забувалася і приналежність Хун Сена в молодості до «Червоних кхмерів».
Політика НПК під керівництвом Хун Сена втратила будь-які виражені ідеологічні риси, прийнявши за орієнтир прагматизм і концепцію «ефективного управління» (у цьому її безперечну відмінність від часів НРК). 
Політичний стиль Хун Сена був демонстративно авторитарним.

Камбоджійське радіо все частіше використовує термін царювання. Йдеться не про Нородом Сіамоні, монархом називають Хун Сена… «Він любить показувати, що є господарем країни», — заявляв Рауль-Марк Женнар, радник уряду Камбоджії. Хун Сен має звичку говорити про себе у третій особі. В одному з інтерв'ю 2001 року він висловив свою концепцію влади: «Щоб бути лідером, потрібна сила та твердість. Якщо немає твердості, при владі не втриматися» .

Після загибелі Хок Лунді в авіакатастрофі в 2008 році найближчим сподвижником Хун Сена та куратором силових структур став віце-прем'єр та міністр внутрішніх справ Сар Кенг.
Критики Хун Сена порівнювали його режим із «військово-економічною мафією». 
Окремо йшлося про антисоціальну політику, вилучення у населення земельної власності, вирубування лісів, заохочення в'єтнамської імміграції та китайського капіталу за рахунок національного підприємництва. 
Публікувалися розслідування про приналежність Хун Сену та членам його сім'ї дохідної нерухомості, ЗМІ та нафтових ресурсів.
Арабська весна та політичні кризи в низці країн, особливо зміна влади в Україні, викликали у камбоджійської влади побоювання масових заворушень. Хун Сен заздалегідь попереджав, що проти «хаосу» буде вжито жорстких заходів 
. 
Помітно посилилися репресивні акції щодо опозиційних активістів 
. 
Відповідальність за загострення обстановки країни Хун Сен покладав на «деякі іноземні кола» 
.

Я не тільки послаблю опозицію, я їх зроблю мертвими… Якщо у когось вистачить сил спробувати провести демонстрацію, битиму цих собак і засуну в клітку. 
Хун Сен, 20 січня 2011 року, у розмові про повалення президента Тунісу Бен Алі

Ціла низка подібних висловлювань і відповідних дій була приведена в доповіді Human Rights Watch «30 років Хун Сена», виданій у 2015 
.
У 2019 році Хун Сен поставив перед міністерством оборони завдання не допустити повернення опозиційних емігрантів: «Нападайте на них, де б ви їх не побачили. Ордерів на арешт не треба. Це право збройних сил. 
Використовуватимемо всі види зброї, щоб їх знищити» 
.

## Залишення посади
У грудні 2021 року з'їзд та пленум ЦК НВК визначили схему майбутньої передачі влади. Було заплановано успадкування прем'єрської посади Хун Манетом  — старшим сином Хун Сена. 26 липня 2023 Хун Сен офіційно заявив, що має намір передати владу Хун Манету 
.
При цьому з'являлася інформація про закулісні розбіжності у партійно-державному керівництві. 
Впливовий міністр оборони Теа Бан і члени його сімейного клану спочатку насторожено поставилися до плану «династичного наслідування». 
Лідер камбоджійської опозиції Сам Рейнгсі висловився за кандидатуру Теа Сейха – сина Теа Бана – на посаді прем'єр-міністра. 
Він закликав згуртуватися проти Хун Сена навколо Теа Сейха, Теа Бана та адмірала Теа Віна. 
Однак Хун Сену вдалося переконати Теа Бана і Сар Кенга погодитися з прем'єрством Хун Манета — натомість Міноборони та МВС залишилися під їхнім сімейним контролем 
.
22 серпня 2023 року Національна асамблея Камбоджі затвердила склад нового уряду. 
Хун Сен залишив урядову владу після 38-річного правління. 
Хун Манет уперше виступив на посаді прем'єр-міністра. (Аналогічне «успадкування» було здійснено і в ключових силових відомствах: новим міністром оборони став Теа Сейха, син Теа Бана; новим міністром внутрішніх справ — Сар Сокха , син Сар Кенга.) 
Хун Сен заявив, що він відтепер є батьком прем'єр-міністра, що було його метою. 
Він висловив упевненість у дієздатності нового покоління державних керівників. 
У той же день Нородом Сіамоні призначив Хун Сена головою королівської ради 
.

## Особисте життя та сім'я
У 1976 році Хун Сен одружився з Бун Рані, медсестрою зі шпиталю, в якому він перебував після поранення. Шлюб мав труднощі, оскільки в системі «Червоних кхмерів» ця сторона життя жорстко контролювалася партійним керівництвом і зв'язки на основі взаємної симпатії вважалися небажаними. Дозвіл було дано не відразу і лише у груповому порядку. Після втечі чоловіка до В'єтнаму Бун Рані була репресована полпотівцями. Знову з'єднатися їм вдалося лише після в'єтнамської інтервенції у 1978-1979 роках.
З 1998 по 2023 Бун Рані мала статус першої леді Камбоджі і називалася «Ваша Екселенція». Бун Рані очолювала камбоджійський Червоний хрест, займалася програмами охорони здоров'я.
Дружина Хун Сена має репутацію жінки жорсткої та владної. Опозиція звинувачувала Бун Рані у використанні ресурсів "Червоного хреста" в політичних інтересах НПК. Є версія про причетність Бун Рані до вбивства відомої камбоджійської акторки Пісіт Піліка, ймовірно вчиненого людьми Хок Лунді за вказівкою першої леді, незадоволеної стосунками акторки з чоловіком-прем'єром. У шлюбі Хун Сен та Бун Рані мали шістьох дітей — чотирьох синів, одну рідну та одну прийомну дочку. Хун Камсот помер у ранньому дитинстві. 
Четверо відіграють важливу роль у камбоджійських силових структурах, політиці та економіці. Хун Манет — генерал-лейтенант, Хун Маніт — бригадний генерал камбоджійської армії. Хун Мані — політик, депутат Національної асамблеї від НПК. Дочка Хун Мана — значуща медіа-бізнесвумен.
Хун Манет одружений з дочкою Хок Лунді Хок Чіндаві. Хун Мана одружена з сином Хок Лунді Ді Вічеа.
Хун Ненг, старший брат Хун Сена, був губернатором Кампонгтяма, згодом депутатом парламенту від НПК.
У жовтні 2007 року Хун Сен публічно зрікся прийомної дочки Хун Малі через те, що вона лесбійка. Він заявив, що «взагалі» нормально ставиться до подібних явищ, але не може зазнати подібного у своїй сім'ї.
Хун Сен володар почесного титулу самдеаті, який присвоюється тільки королем Камбоджі.
Хун Сен здобув дві вищі політологічні освіти. Він є почесним членом багатьох наукових установ світу.

## Нагороди
- Орден князя Ярослава Мудрого III ст. (Україна, 30 грудня 2022) — за вагомий особистий внесок у зміцнення міждержавного співробітництва, підтримку державного суверенітету та територіальної цілісності України[5].